# Maghreb

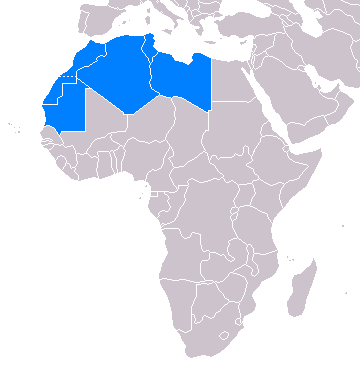
Liên đoàn Maghreb Ả rập

Vùng Maghreb (tiếng Ả Rập: المغرب العربي al-Maġrib al-ʿArabī; có nghĩa là "nơi mặt trời lặn" hay "phương tây") thường được dùng để đề cập đến các quốc gia Mauritania, Maroc, Algérie, Tunisia và Libya. Trong tiếng Ả Rập cổ, từ Maghreb đề cập đến khu vực bao gồm dãy Atlas và đồng bằng ven Địa Trung Hải của các quốc gia trên. Về mặt lịch sử đôi khi người ta cũng tính Tây Ban Nha thuộc vùng này, đặc biệt là trong giai đoạn đất nước này bị người Hồi giáo xâm lăng và thống trị.
Ngăn cách một phần với phần còn lại của lục địa châu Phi bởi dãy núi Atlas và sa mạc Sahara, vùng Maghreb từ lâu đã là một vùng biệt lập điển hình về thời tiết, đất đai, con người, kinh tế và lịch sử với những ảnh hưởng từ Địa Trung Hải lớn hơn so với phần còn lại của châu Phi. Tuy nhiên, vùng này cũng có những liên hệ với vùng châu Phi hạ Sahara về con người, thương mại và các ảnh hưởng tôn giáo. Vùng này từng được thống nhất thành một thực thể chính trị duy nhất trong những năm đầu tiên khi người Ả Rập thống trị Bắc Phi (vào đầu thế kỷ 8) và lần thứ hai dưới sự cai trị của Almohads (1159 – 1229).
Liên đoàn Maghreb Ả Rập được thành lập vào năm 1989 để phát triển hợp tác và liên kết giữa các quốc gia Ả rập ở Bắc Phi. Những thành viên của liên đoàn này bao gồm Maroc, Algérie, Tunisia, Libya và gần đây là Mauritanie. Là ý tưởng ban đầu của Muammar al-Gaddafi để thành lập một siêu liên bang Ả Rập, tổ chức này được kỳ vọng sẽ dần xây dựng được một thị trường chung cho khu vực Bắc Phi. Bất chấp những bất ổn về kinh tế và chính trị trong vùng, đặc biệt là tại Algérie, tổ chức này đã đạt được nhiều tiến bộ với các mục tiêu chung.

## Các vùng đất
| Maghreb thời hiện đại - Algérie - Ceuta (phần đất thuộc Tây Ban Nha) - Libya - Maroc - Melilla (phần đất thuộc Tây Ban Nha) - Mauritanie - Tunisia | Maghreb thời Trung cổ - Ifriqiya - Djerid - Sous - Zab - Hodna - Rif - Maghreb al-Awsat (Trung Maghreb) - Maroc (Maghreb al-Aqsa) - Tamesna - Tripolitania |

## Con người

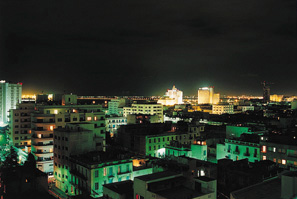
Cảnh đêm ở Tunis, thủ đô của Tunisia

Phần lớn cư dân sống ở Maghreb hiện giờ tự coi mình là người Ả Rập, dù có sắc tộc và ngôn ngữ nào, nhưng cũng tồn tại những nhóm người phi Ả Rập lớn trong vùng. Nhóm người phi Ả Rập đáng chú ý nhất trong vùng, đặc biệt là ở Maroc và Algérie, là những người Berber. Những ảnh hưởng từ các nền văn minh khác cũng có tác động lớn ở Maghreb.
Ở các đô thị ven biển phía bắc, những làn sóng dân nhập cư từ châu Âu đã ảnh hưởng lớn đến dân cư ở đó, đặc biệt là những người morico và người muladi, những người theo Hồi giáo ở Tây Ban Nha phải chạy khỏi châu Âu, cùng những người Hồi giáo Ả Rập và Berber sau cuộc thanh trừng của Thiên chúa giáo. Những sắc dân châu Âu khác bao gồm Pháp, Ý và những tù binh chiến tranh của một số chủng tộc khác. Ngoài ra, còn có người Thổ Nhĩ Kỳ di cư đến đây từ thời Đế chế Ottoman. Một nhóm lớn cư dân có nguồn gốc Thổ Nhĩ Kỳ vẫn tiếp tục sinh sống ở Tunisia và Algérie đến tận ngày nay.
Về mặt lịch sử, vùng Maghreb cũng từng là nơi trú ngụ của những cộng đồng Do Thái lớn, bao gồm người Berber theo Do Thái giáo đã chống lại việc cải đạo của đa số người Berber theo Hồi giáo vào thế kỷ 7. Sau đó, những người Do Thái Sephardi từ Tây Ban Nha chốn chạy cuộc thanh trừng của Thiên chúa giáo, cũng có mặt ở vùng này, đặc biệt là tại các trung tâm thương mại lớn, góp phần vào sự đa dạng văn hóa và sắc tộc của vùng. Những ảnh hưởng từ vùng hạ Sahara xuất hiện ở vùng này do các hoạt động thương mại xuyên sa mạc Sahara, mang đến đây nô lệ và các thương gia từ vùng Sahel, vùng phía nam của Sahara.
Phía nam vùng Maghreb, gần sa mạc Sahara, còn có những sắc dân da đen, đôi khi được gọi là người Haratine. Nhóm người này có lẽ có tổ tiên là những người da đen đã cư ngụ ở Sahara vào thời kỳ sa mạc này vẫn còn chưa khô cằn như hiện nay, rồi sau đó đã di cư về phía Bắc. Ở Algérie có một thiểu số người châu Âu lớn nhất vùng. Họ di cư đến đây dưới thời thực dân Pháp. Sau khi Algérie giành độc lập, phần lớn người Pháp đã ra đi, nhưng vẫn có những người ở lại và hiện tại Pháp giữ một mối quan hệ rất gần gũi với các quốc gia vùng Maghreb.
Vùng Maghreb có chung một truyền thống văn hóa ẩm thực. Cư dân vùng này chủ yếu sử dụng các loại thức ăn từ hạt couscous như món chính trong bữa ăn của họ trong khi ở các nước Ả Rập phương Đông, gạo được sử dụng làm món chính.

## Tôn giáo
Lịch sử tôn giáo vùng Maghreb bắt đầu với sự xâm nhập từ bên ngoài và sự thành lập những thuộc địa ven biển trước tiên bởi người Phoenicia, người Hy Lạp và sau đó là cuộc chinh phục và thuộc địa hóa lớn của người La Mã. Vào khoảng thế kỷ 2, khu vực này trở thành một trung tâm của người Thiên chúa giáo nói tiếng Latin khi những kẻ thực dân La Mã và các cư dân La Mã di cư đến đây tìm cách cải đạo cho người dân trong vùng sang đạo Thiên chúa. Vùng này đã sản sinh ra những nhân vật lớn như nhà văn của nhà thờ Thiên chúa giáo Tertullian (155 - 202), những Thánh tử vì đạo hoặc những nhân vật lịch sử của Thiên chúa giáo như Thánh Cyprian xứ Carthage, Righteous Monica, con trai bà, nhà triết học Augustine xứ Hippo và Thánh Julia xứ Carthage.
Ưu thế của đạo Thiên chúa kết thúc sau cuộc xâm lăng thứ nhất của người Ả Rập, mang Hồi giáo đến vùng này vào năm 647. Đế chế Carthage sụp đổ vào năm 698 và phần còn lại của vùng cũng rơi vào sự cai trị của người Hồi giáo vài thập kỷ sau đó. Quá trình Hồi giáo hóa diễn ra từ từ. Những lá thư của người Thiên chúa giáo sống trong vùng gửi về Roma cho thấy đến thế kỷ 9, Thiên chúa giáo vẫn còn hoạt động khá tích cực. Các giáo phận tiếp tục hoạt động với những mối liên hệ với Roma cho tới cuối thế kỷ đó. Vào thời Giáo hoàng Benedictus VII (974 – 983), một linh mục ở vùng này được gửi đến Roma và đã được Giáo hoàng phong là Tổng giám mục xứ Carthage. Tuy nhiên, những bằng chứng về đạo Thiên chúa giáo trong vùng dần biến mất vào thế kỷ 10.

### Hồi giáo
Từ thế kỷ 7 trở đi, gần như toàn bộ cư dân trong vùng này đều theo Hồi giáo, dù vẫn còn tồn tại những cộng đồng nhỏ người Do Thái và người Thiên chúa giáo. Hầu hết người Hồi giáo ở đây theo nhánh Sunni, nhưng cũng có những nhóm nhỏ người Hồi giáo theo nhánh Ibadi. Truyền thống tôn kính các thầy tu Hồi giáo và các lăng mộ của những vị thánh rất phổ biến trong các vùng mà cư dân Berber sinh sống. Tuy nhiên, truyền thống này đã mai một dần, đặc biệt là trong thế kỷ 20. Một mạng lưới các thầy tu Hồi giáo vẫn tiếp tục đi giảng giáo lý của đạo Hồi ở các vùng nông thôn.

## Lịch sử
Từ cuối Kỷ băng hà, khi sa mạc Sahara dần trở nên khô cạn, mối liên hệ giữa Maghreb và châu Phi hạ Sahara bị hạn chế dần. Cuộc xâm lăng của người Ả Rập và sự thống trị của đạo Hồi đã góp phần phát triển trở lại thương mại xuyên Sahara, vốn bị hạn chế trước đó vì chi phí cao và độ rủi ro lớn. Con đường thương mại này rất quan trọng và mang đến rất nhiều giá trị cho vùng. Những hàng hóa phổ biến nhất là muối, vàng, ngà voi và nô lệ, vốn sẵn có ở vùng Sahel.
Nhiều cảng biển dọc theo bờ biển Maghreb do người Phoenicia chiếm giữ. Sau sự sụp đổ của Đế chế Carthage, nhiều cảng biển chuyển sang quyền cai trị của Đế chế La Mã, đế chế kiểm soát toàn bộ vùng Maghreb ở phía bắc dãy Atlas, chỉ trừ vài phần hiểm trở như Rif ở Maroc.
Người Ả Rập đến Maghreb vào đầu thời Umayyad, nhưng sự kiểm soát lúc đầu của người Ả Rập khá lỏng lẻo, nhiều dòng Hồi giáo khác như dòng Ibadi và dòng Shia, những dòng chính của người Berber khi đó, nhanh chóng thoát ra khỏi sự kiểm soát của Caliphal nhân danh cách giải thích đạo Hồi của riêng họ. Ngôn ngữ Ả Rập chỉ trở nên phổ biến sau cuộc xâm lược của Banu Hilal vào thế kỷ 12. Trong suốt giai đoạn này, có những lúc toàn vùng Maghreb đã được thống nhất lại thành một thực thể chính trị duy nhất (dưới thời Almohads và một giai đoạn ngắn dưới thời Hafsids). Nhưng nhìn chung, toàn vùng được chia thành ba tỉnh thuộc Đế chế Ả Rập mà nay tương ứng với Maroc, miền tây Algérie, miền đông Algérie và Tunisia.
Sau thời Trung cổ, vùng phía đông Maroc dần bị kiểm soát bởi Đế chế Ottoman. Sau thế kỷ 19, vùng này trở thành thuộc địa của Pháp, Tây Ban Nha và sau đó là Ý.
Ngày nay, có gần 2,5 triệu người xuất thân từ Maghreb, đặc biệt là từ Algérie đang sống ở Pháp, cũng như có rất nhiều người Pháp có nguồn gốc Maghreb.

## Những thương gia Maghreb người Do Thái
Vào thế kỷ 10, do môi trường chính trị và xã hội ở Baghdad ngày càng trở nên thù địch với người Do Thái, nhiều thương gia Do Thái đã rời Ba Tư để đến Maghreb, đặc biệt là ở Tunisia. Trong hai ba thế kỷ sau đó, một nhóm thương nhân đi lại ngang dọc Địa Trung Hải được hình thành, chủ yếu là bắt nguồn từ những người Do Thái giáo này.

## Thống kê kinh tế

### Xếp theo GDP (PPP)
| Xếp hạng | Quốc gia   | GDP (PPP) triệu USD |
| -------- | ---------- | ------------------- |
| 44       | Algérie    | 285.541             |
| 58       | Maroc      | 179.240             |
| 70       | Tunisia    | 108.430             |
| 81       | Libya      | 70.386              |
| 148      | Mauritanie | 8.241               |

| Xếp hạng | Quốc gia   | GDP (PPP) triệu USD |
| -------- | ---------- | ------------------- |
| 34       | Algérie    | 421.626             |
| 55       | Maroc      | 241.757             |
| 70       | Libya      | 132.695             |
| 75       | Tunisia    | 120.755             |
| 143      | Mauritanie | 11.835              |

| Xếp hạng | Quốc gia   | GDP (PPP) triệu USD |
| -------- | ---------- | ------------------- |
| 45       | Algérie    | 284.700             |
| 58       | Maroc      | 180.000             |
| 68       | Tunisia    | 108.400             |
| 81       | Libya      | 73.600              |
| 151      | Mauritanie | 8.204               |

| Xếp hạng | Quốc gia   | GDP (PPP) triệu USD |
| -------- | ---------- | ------------------- |
| 35       | Algérie    | 681.396             |
| 54       | Maroc      | 328.651             |
| 76       | Tunisia    | 149.190             |
| 101      | Libya      | 61.559              |
| 143      | Mauritanie | 19.811              |

| Xếp hạng | Quốc gia   | GDP (PPP) triệu USD |
| -------- | ---------- | ------------------- |
| 35       | Algérie    | 631.150             |
| 55       | Maroc      | 298.230             |
| 76       | Tunisia    | 137.358             |
| 78       | Libya      | 125.142             |
| 143      | Mauritanie | 17.458              |

| Xếp hạng | Quốc gia   | GDP (PPP) triệu USD |
| -------- | ---------- | ------------------- |
| 35       | Algérie    | 629.300             |
| 55       | Maroc      | 300.100             |
| 76       | Tunisia    | 135.900             |
| 102      | Libya      | 63.140              |
| 148      | Mauritanie | 17.370              |